# Championnats d'Afrique de course en ligne de canoë-kayak 2005
Navigation
2003 2008
Les Championnats d'Afrique de course en ligne 2005 sont la quatrième édition des Championnats d'Afrique de course en ligne de canoë-kayak. Ils ont lieu du 23 au 24 juillet 2005 au Quai Roume de Saint-Louis, au Sénégal. 

## Nations participantes
Douze nations participent à la compétition, :
- Afrique du Sud
- Angola
- Cameroun
- Côte d'Ivoire
- Guinée-Bissau
- Kenya
- Liberia
- Maroc
- Sao Tomé-et-Principe
- Sénégal
- Seychelles
- Tunisie

## Médaillés seniors

### Hommes
| Épreuves   | Or                   | Argent                   | Bronze             |
| ---------- | -------------------- | ------------------------ | ------------------ |
| K1 200 m   | Mohamed Sdouki (TUN) | Ousmane Fall (SEN)       | Chris Majola (RSA) |
| K1 500 m   | Paul Lombard (RSA)   | Mohamed Sdouki (TUN)     | Issam Aidi (MAR)   |
| K1 1 000 m | Assane Fall (SEN)    | Diogenes Van Dunen (ANG) | Laydi Issam (MAR)  |
| K1 3 000 m | Issam Aidi (MAR)     | Sidi Saidi Idrissi (MAR) | Paul Lombard (RSA) |

### Femmes
| Épreuves   | Or                       | Argent                   | Bronze                 |
| ---------- | ------------------------ | ------------------------ | ---------------------- |
| K1 200 m   | Claire Langenhoven (RSA) | Bridgitte Hartley (RSA)  | Chaima Souli (TUN)     |
| K1 500 m   | Bridgitte Hartley (RSA)  | Claire Langenhoven (RSA) | Ricciarda Coralo (STP) |
| K1 1 000 m | Claire Langenhoven (RSA) | Bridgitte Hartley (RSA)  | Chaima Souli (TUN)     |
| K1 3 000 m | Claire Langenhoven (RSA) | Bridgitte Hartley (RSA)  | Chaima Souli (TUN)     |